# Ural Taifun-U
Ural Taifun-U (in cirillico: Урал Тайфун-У) è la designazione di una famiglia di mezzi corazzati su ruote di fabbricazione russa, adottati dalle forze armate russe a partire dal 2014. Progettato per resistere e proteggere l'equipaggio dall'esplosione di mine terrestri ed ordigni improvvisati, il Taifun-U è un veicolo multi-ruolo che può essere impiegato, tra gli altri, in qualità di veicolo da ricognizione, trasporto truppe, posto comando ed ambulanza da campo.
Il Taifun-U è stato sviluppato nell'ambito dell'omonimo programma indetto dal Ministero della difesa russo per l'acquisizione di veicoli modulari di nuova generazione per le forze armate ed il quale, al termine della competizione, decise di adottare entrambe le piattaforme proposte dai concorrenti in gara: l'Ural Taifun-U ed il KamAZ Taifun-K.
Il veicolo è stato progettato per rispondere ai requisiti NATO STANAG 4569 livello 3b (resistenza alle mine) e livello 4 (protezione balistica).

## Sviluppo
Lo sviluppo del Taifun-U, come per i veicoli della famiglia Taifun-K, è iniziato nel 2010 in risposta ai requisiti pubblicati dal ministero della difesa in merito allo sviluppo di nuovi veicoli destinati all'uso nelle forze armate del paese entro il 2020.
I prototipi dei veicoli realizzati da due concorrenti in gara, la Ural e la KamAZ iniziarono la fase di test già nel 2011.

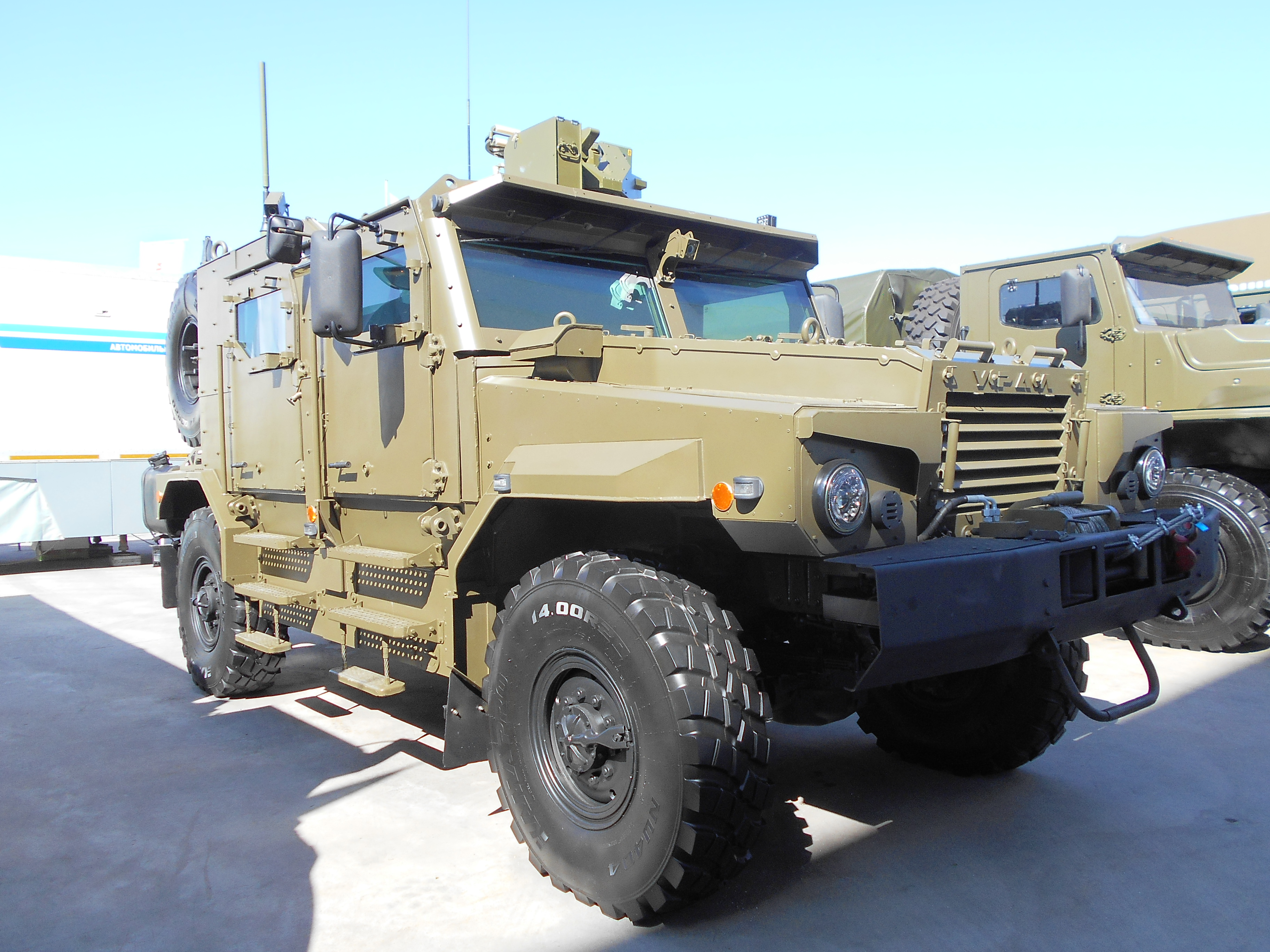
Un esemplare di Taifun-U in versione 4x4 (Ural-53099) in mostra ad Army-2018

## Caratteristiche
I veicoli della famiglia Taifun si caratterizzano per l'elevata multifunzionalità ottenuta grazie all'approccio modulare seguito in fase di progettazione: tali veicoli infatti possono, grazie all'installazione di moduli specializzati, essere impiegati in molteplici ruoli, tra i quali: trasporto truppe, ambulanza da campo, mezzo di recupero, lanciarazzi, gru, base di lancio per UAV, motrice per rimorchi.
Inoltre, caratteristiche comuni a tutte le versioni del Taifun (prodotte sia dalla KamAZ che dalla Ural) sono:
- Protezione NBC
- Propulsore, trasmissione, gruppo sospensioni e pneumatici antiproiettile run-flat in comune
- Resistenza alle mine anticarro contenenti fino ad 8 chilogrammi di TNT (NATO STANAG 4569 lvl 3b)
- Protezione balistica da proiettili calibro 14,5 mm (NATO STANAG 4569 lvl 4)
- Possibilità di montare una mitragliatrice da 7,62 mm o 14,5 mm comandata da remoto sul tetto del veicolo

## Versioni
Ural-53095: versione 4x4
Ural-53099: versione 4x4
Ural-63095: versione 6x6, possibilità di trasportare 14 soldati
Ural-63099: versione 6x6, possibilità di trasportare 16 soldati

## Operatori
Russia
- Esercito russo
- Guardia Nazionale